# Robert Moffat

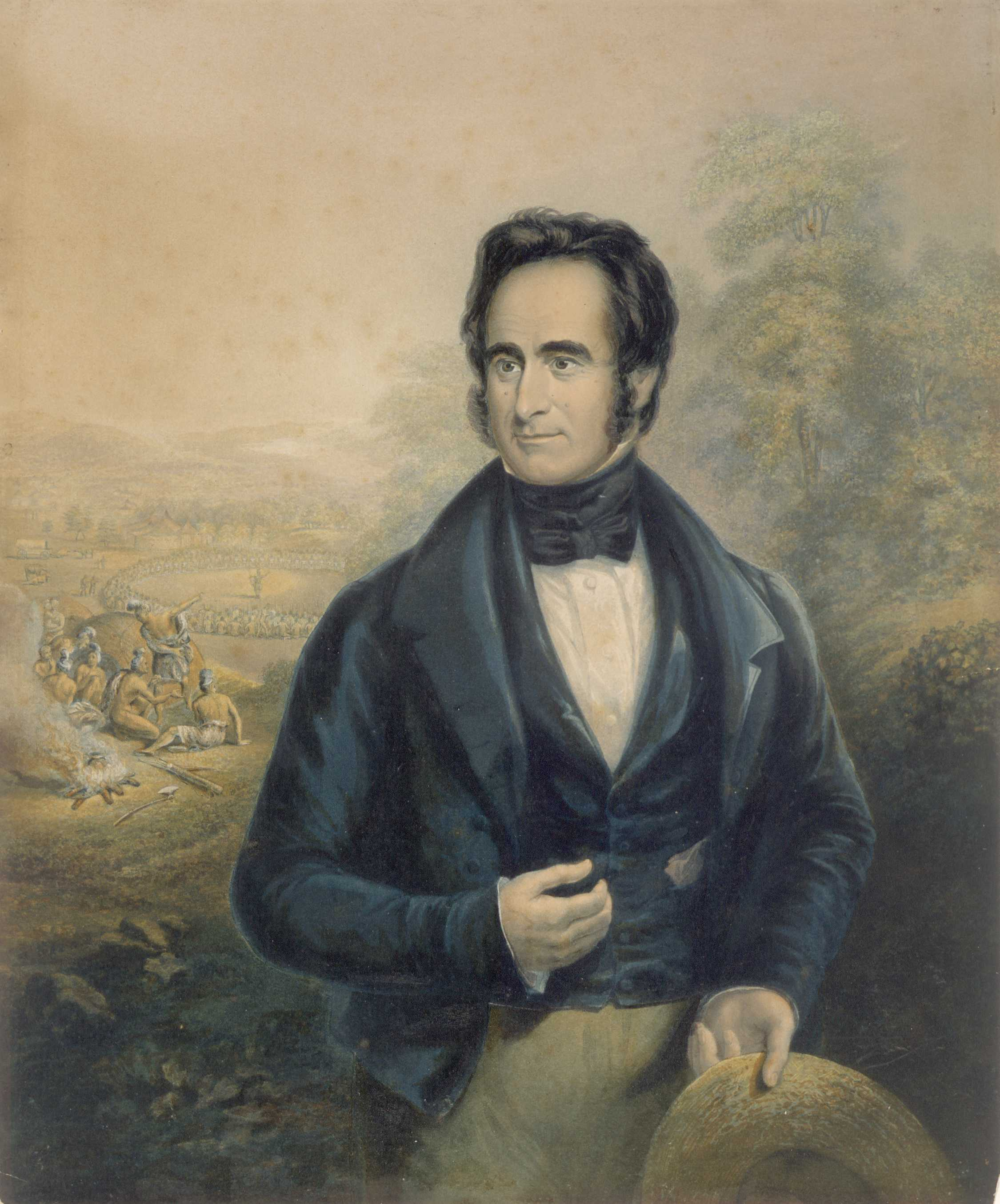
Portret de George Baxter, 1843

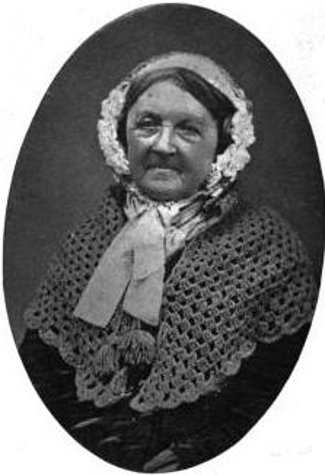
Mary Smith

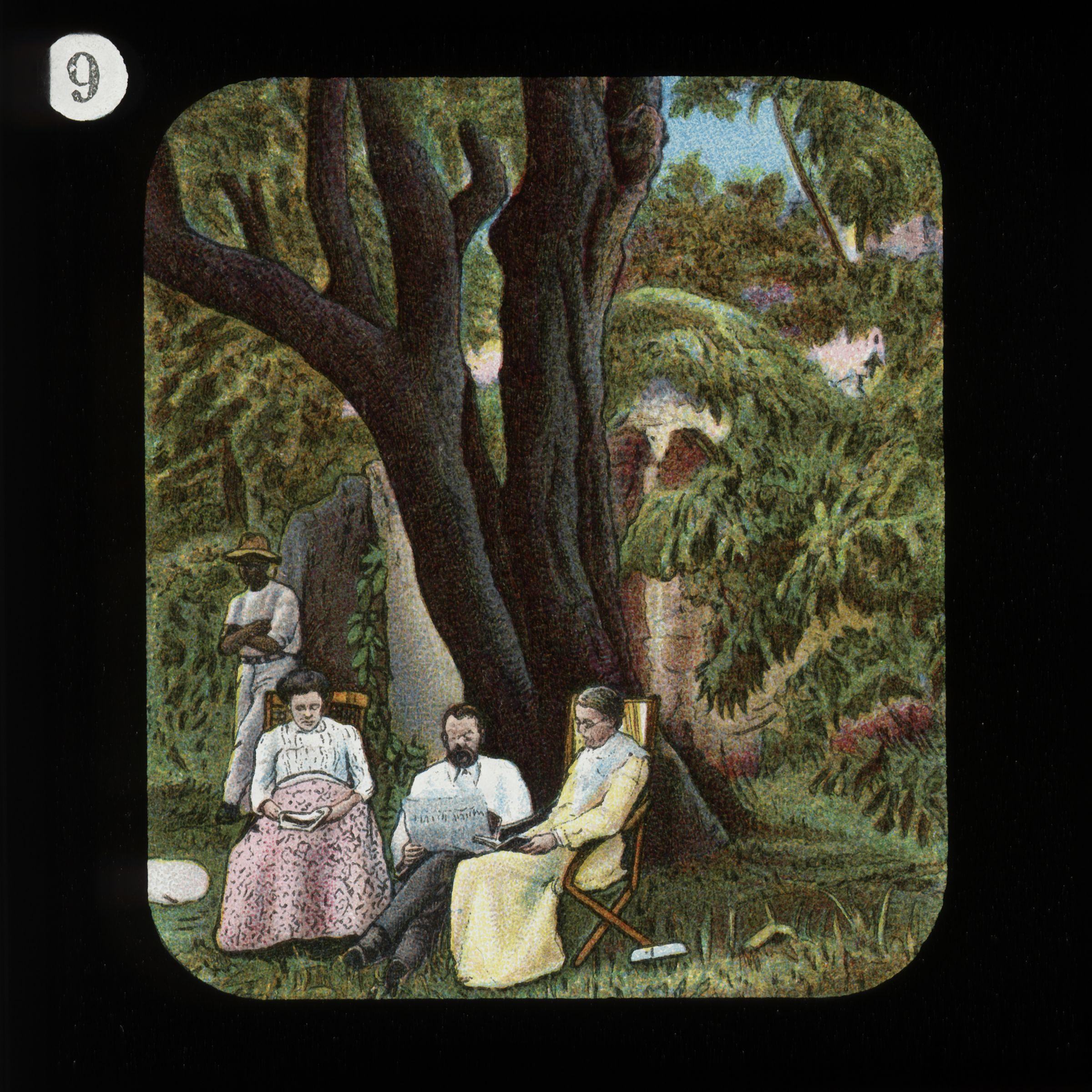
Robert Moffat stând sub un migdal în Kuruman împreună cu soția lui și cea mai mare fiică Mary. (National Portrait Gallery, London)

Robert Moffat (n. 21 decembrie 1795, Ormiston⁠(d), East Lothian, Scoția, Regatul Marii Britanii – d. 9 august 1883, Leigh⁠(d), Sevenoaks⁠(d), Anglia, Regatul Unit al Marii Britanii și Irlandei) a fost un misionar congregaționalist scoțian în Africa, socrul lui David Livingstone și primul traducător al Bibliei în Setswana.

## Viața
Moffat s-a născut într-o familie cu părinți umili în Ormiston, East Lothian. Ca să găsească serviciu, el s-a mutat în sud în Cheshire în Anglia ca și grădinar. În 1814, în timp ce era angajat la West Hall, High Legh în Cheshire, a experimentat dificultăți cu șeful său din cauza simpatiilor sale Metodiste. Pentru o perioadă scurtă de timp, după ce a aplicat cu succes la London Missionary Society (LMS) să devină misionar peste mări, a luat un loc de muncă provizoriu ca fermier, la Plantation Farm in Dukinfield (unde și-a întâlnit pentru prima dată viitoarea soție). Locul de muncă care îl avea fusese găsit pentru el de către William Roby, care îl luase pe Moffat sub aripa sa pentru un an.
În septembrie 1816 Moffat a fost delegat în mod oficial la Surrey Chapel în Londra ca misionar al LMS (în aceeași zi ca și John Williams) și a fost trimis în Africa de Sud. Logodnica sa Mary Smith (1795-1870) a reușit să i se alăture trei ani mai târziu, după ce s-a întors din Namaqualand în Cape Town.

În 1820 Moffat împreună cu soția sa au părăsit Cape și s-au dus în Griquatown, unde fiica lor Mary ( care mai târziu s-a căsătorit cu David Livingstone) s-a născut. Mai târziu familia s-a stabilit în Kuruman, la nord de râul Vasl, alături de locuitorii Batswana. Aici ei au trăit și au lucrat cu pasiune pentru cauza misionară, înfruntând multe greutăți.
Robert și Mary Moffat au avut 10 copii: Mary (care s-a căsătorit cu David Livingston), Ann, Robert (care a murit când era mic), Robert (care a murit la vârsta de 36 de ani, lăsând-o incompletă, dar publicată, lucrare în limba Setswana), Helen, Elizabeth (care la fel a murit când era mică), James, John, Elizabeth și Jean. Fiul lor John Smith Moffat devine un misionar LMS și a preluat conducerea misiunii în Kuruman înainte de introducerea de serviciu colonial. Nepotul său Howard Unwin Moffat a devenit prim ministru al Southern Rhodesia. Mary a murit înaintea lui Robert în 1870, acasă în Anglia unde ei se întorseseră din cauza problemelor medicale. Pentru ultimii 12 ani din viața sa, Robert a vorbit în Anglia, pentru a crește interesul în lucrarea de misiune. El a fost prezentat reginei Victoria de două ori, la cererea ei, cu titlul de Doctor of Divinity, studii de la Universitatea din Edinburgh.
Robert Moffat a murit în Leigh, în apropiere de Tunbridge Wells, în 9 august 1883, și este îngropat la cimitirul West Norwood. Un monument memorial, plătit din cotizație publică, a fost ridicat la locul nașterii sale în 1885.

## Moștenire
- Locuitorii din High Legh organizează o cursă de alergare de 10 km intitulată Robert Moffat Memorial care începe și se termină de la cabana sa.

- Activitatea sa de printare în Kuruman a fost suportată de o presă manuală de fier care a fost adusă în Cape Town în 1825 și dusă în Kuruman în 1831. Rev. Moffat a folosit-o până în 1870 când s-a retras, iar aceasta a fost preluată de William Aston și A J Gould și a fost folosită până aproximativ în 1882. În 1918 a fost luată de către Kimberley Public Library unde a fost până în momentul când a fost returnată la Moffat Mission în Kuruman în 1996. Aceasta este încă folosită pentru printarea documentelor comemorative.

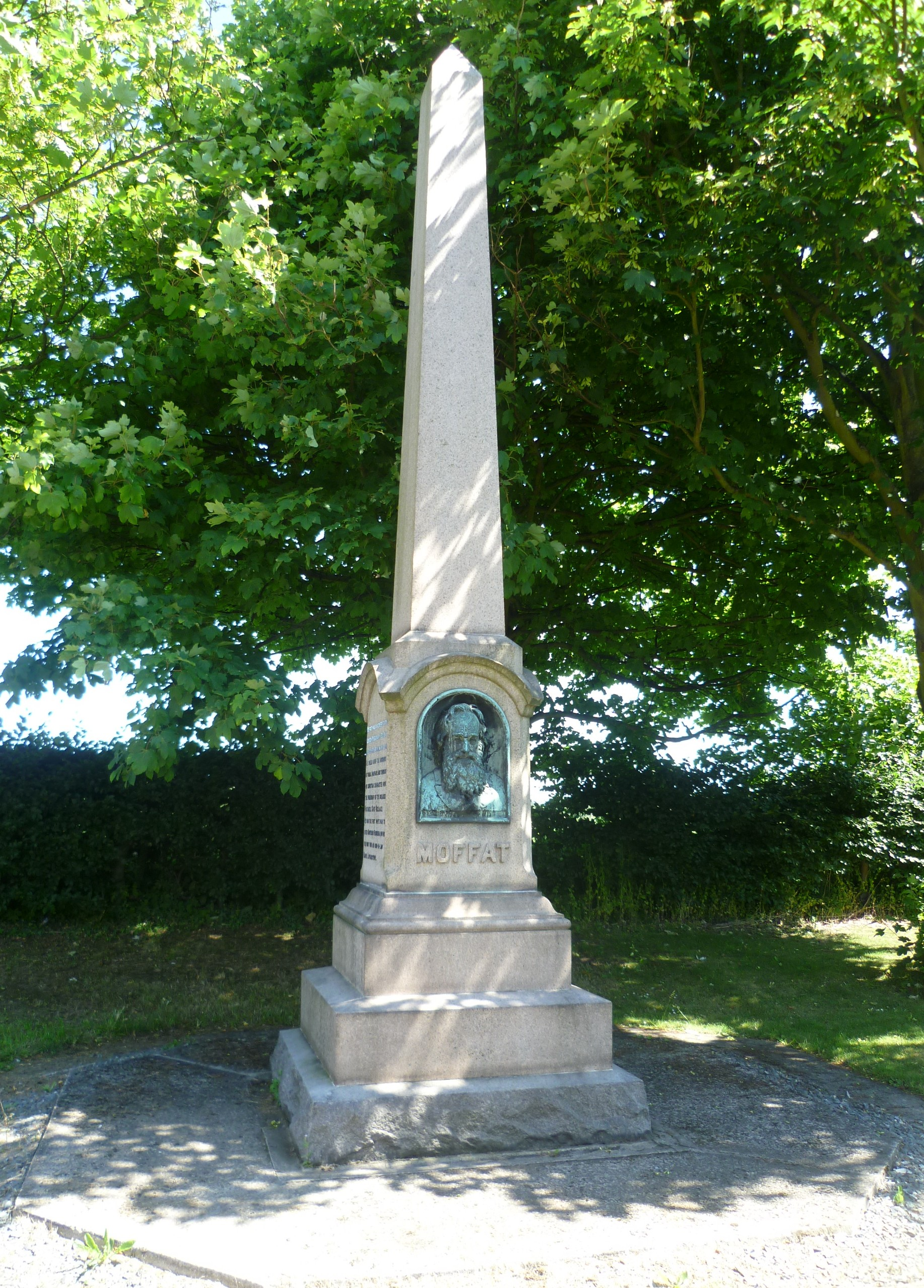
Monumentul lui Robert Moffat, Ormiston, Estul Lothian

- [8]

## Lucrări
- Robert Moffat (1826) A Bechuana Catechism, with Translations of the Third Chapter of the Gospel by John, The Lord's Prayer and Other Passages of Scripture
- Robert Moffat (1830) Evangelia kotsa mahuku a molemo a kuariloeng ki Luka (Tswana)
- Robert Moffat (1831) Lihela tsa tuto le puluko tsa Yesu Kereste (Tswana)
- Robert Moffat (1838) Lihela tsa tihelo ea Morimo; tse ri kuariloeng mo puong ea Secuana (Tswana hymn book)
- Robert Moffat (1842) Missionary Labours and Scenes in Southern Africa
- Robert Moffat (1843) Lihela tsa tihélo ea Morimo (Tswana)
- Robert Moffat (1844) Scenes and Adventures in Africa
- Robert Moffat (1846) The Gospel Among the Bechuanas and Other Tribes of Southern Africa
- Robert Moffat (1869) The White Foreigners from over the Water

## Legături externe
- Friends of West Norwood Cemetery (Word format) Arhivat în 5 aprilie 2006, la Wayback Machine.
- Robert Moffat biographies
- Moffat Mission near Kuruman, Northern Cape, South Africa Arhivat în 28 septembrie 2007, la Wayback Machine.